# سیارک ۱۲۱۳۹
سیارک ۱۲۱۳۹ (به انگلیسی: 12139 Tomcowling، نامگذاری:4055P-L) دوازده هزار و صد و سی و نهمین سیارک کشف شده‌است که در ۲۴ سپتامبر ۱۹۶۰ کشف شد.